# Матла, Зиновий Антонович
Зиновий Антонович Матла (псевдонимы «Днепровский», «Святослав Волк», «Чёрный») — украинский националистический деятель, руководитель ОУН в Днепропетровске (1941-1942).

## Биография
В 1930 году окончил Академическую гимназию во Львове. Впоследствии учится на математическом факультете Львовского университета.
Во время учёбы проводит активную деятельность в рядах ОУН, занимая в течение 1933—1934 должность надобластного проводника ОУН.
В 1934 году арестован польской полицией за участие в убийстве полицейского агента. 28 ноября этого года приговорён к смертной казни, которая была заменена в феврале 1935 президентом Польши на пожизненное заключение. Вышел на свободу в сентябре 1939 в связи с крахом Польши.
В 1941 представитель Провода ОУН при Южной походной группе, краевой проводник ОУН ПивдСУЗ (Юго-восточных украинских земель) в Днепропетровске. Участник II и III Конференций ОУН, член Провода ОУН в 1943
В июле 1943 арестован гестапо и отправлен в концлагерь. Находился в концлагерях Заксенхаузен и Освенцим. Освобождён немцами из заключения вместе с некоторыми другими руководителями украинского освободительного движения осенью 1944. Остался в Германии, в 1952 переехал во Францию, в том же году эмигрировал в США, жил в Филадельфии.
В эмиграции, в результате раскола ОУН (б), занимает должность члена Провода ЗЧ ОУН и полевая проводника ОУН (з) («двийкарив») во Франции. В США работал в журнале «Америка» членом редколлегии и главным редактором в течение 1971-1981 годов. Написал воспоминания «Южная производная группа» и несколько публицистических трудов.
Умер 23 сентября 1993 в Филадельфии.